# بيت غابق (بني العوام)

تعديل مصدري - تعديل

بيت غابق هي إحدى قرى عزلة بني الذواد بمديرية بني العوام التابعة لمحافظة حجة، بلغ تعداد سكانها 136 نسمة حسب تعداد اليمن لعام 2004.